# 玉冰燒
玉冰燒，原名肉冰燒，是廣東的一種米酒，為廣東十大名酒之一，屬小麹兼香型白酒，又可进一步再细分为豉香型白酒。在釀造米酒的過程中加入肥豬肉泡浸，令酒質更醇和。玉冰烧是佛山地区的酒，记载于《熙宁酒课》。
傳說是由清末佛山石灣陳太吉酒苑第三代東主、石灣酒廠創始人陳如岳所創「肥肉釀浸，缸埕陳藏」的釀造工藝。

## 註
1. ↑  粵語「肉」、「玉」同音，以玉代肉屬假借，而玉冰燒係肉冰燒美稱。[1][2]